# 坦桑尼亞華人
華人，早在1891年已生活在坦桑尼亞。然而，該國大多數華人根植於三大不同的移民潮：20世紀30年代在桑給巴爾定居點，中華人民共和國政府在二十世紀六十年代和七十年代向坦桑尼亞提供發展援助派遣的工作人員，以及在20世紀90年代開始在那裡做生意私營企業家和貿易商。

## 歷史
坦噶尼喀作為德國殖民地，大多數外勞來自非洲其他地區。然而，也有一些華人。1891年，德國東非公司僱用了來自新加坡的491名華人和爪哇族勞工，在烏桑巴拉山脈種植園工作。另外，在二十世紀三十年代，一個華人社區開始在桑給巴爾島上形成，當時是一個英國的托管地。他們在那裡生產的中國麵條成為當地人民的主食，特別是在齋月期間禁食結束的晚餐。
在1969年，坦噶尼喀和桑給巴爾幾年後獨立於大英帝國，併入並成為坦桑尼亞。中華人民共和國同意為建設坦贊鐵路提供融資和技術援助，旨在給贊比亞替代現有通過羅得西亞的路線，並允許他們通過坦桑尼亞的港口出口銅。1969年8月，1000名中國鐵路工人抵達達累斯薩拉姆。在接下來的五年中，再有200000到300000到達。在任何時候，中國人在鐵路上總有13000人在工作。但由於重點放在快速建設上，他們幾乎沒有時間訓練他們的坦桑尼亞同行取代他們;因此，中國專家隊伍在2004年底才繼續為坦桑尼亞鐵路部門工作。這幾年中，中國還派了一些顧問到桑給巴爾進行其他發展項目的工作。最後，來自江蘇省的約200名醫生在兩年以前在坦桑尼亞全境活動;這些醫生的經驗奠定了日後坦桑尼亞中醫藥流行的基礎，雖然他們自己不是中醫從業人員。
華僑華人人數繼續下降，到2008年，只有二十人留在達累斯薩拉姆，包括一名來自南非的梅縣客家人夫婦，他們經營一家中國餐館，還有一些緬甸華人追根溯源到廣東的台山和開平縣。不過，華人的數字得到了從20世紀90年代開始到來新一代外來商人和企業家而增長。

## 人數
在2000年，坦桑尼亞入境事務處的統計顯示，他們向239名中國公民發放了工作或居留許可證，使其成為該國較小的外國人之一。不過，中國新華社官方報導，2008年有10,000名中國人生活在坦桑尼亞國內。 2013年1月，中國駐坦桑尼亞大使被援引說，有30000人生活在坦桑尼亞。

## 商業與就業
20世紀90年代，新一波華人到來坦桑尼亞，打算在更為典型的行業如建築，紡織品或食品業工作。然而，世界衛生組織推動坦桑尼亞保健私營化給他們帶來了意想不到的商業機會; 儘管大部分人沒有進行醫療培訓，但他們開始設立中醫診所，其中第一間診所成立於1996年。合格的從業人員後來來了，但是在二十一世紀初，大多數人仍在工作中學習。